# Bundesstaaten des Südsudan

Die 10 Bundesstaaten, 3 Sonderverwaltungsgebiete und die 3 historischen Provinzen
Bahr el Ghazal
Equatoria
Greater Upper Nile

Nach der Unabhängigkeit Südsudans 2011 bestand das Land zunächst aus 10 Bundesstaaten, die aus den historischen drei Provinzen Bahr el-Ghazal, Äquatoria und Greater Upper Nile hervorgegangen waren. 2015 wurden die 10 Bundesstaaten neu organisiert und in dann 28 Bundesstaaten gegliedert. 2017 wurden diese sogar auf 32 erweitert. Im Februar 2020 einigten sich Regierung und Opposition auf eine Rückkehr zu zehn Gliedstaaten.

## Bundesstaaten ab 2020 (Aktuell)
| Flagge | Region                         | Hauptstadt | Governer              | Bevölkerung (2010) | Fläche (km2) | Bevölkerungsdichte (/km2) | Historische Provinz |
| ------ | ------------------------------ | ---------- | --------------------- | ------------------ | ------------ | ------------------------- | ------------------- |
|        | Northern Bahr el Ghazal        | Aweil      | Tong Aken Ngor        | 820.834            | 30.543,30    | 26,87                     | Bahr el Ghazal      |
|        | Western Bahr el Ghazal         | Wau        | Sarah Cleto Rial      | 358.692            | 91.075,95    | 3,94                      | Bahr el Ghazal      |
|        | Lakes                          | Rumbek     | Makur Kulang          | 782.504            | 43.595,08    | 17,95                     | Bahr el Ghazal      |
|        | Warrap                         | Kuajok     | Bona Panek Biar       | 1.044.217          | 45.567,24    | 22,92                     | Bahr el Ghazal      |
|        | Western Equatoria              | Yambio     | Alfred Futiyu         | 658.863            | 79.342,66    | 8,30                      | Equatoria           |
|        | Central Equatoria              | Juba       | Emmanuel Adil Anthony | 1.193.130          | 43.033,00    | 27,73                     | Equatoria           |
|        | Eastern Equatoria              | Torit      | Louis Lobong Lojore   | 962.719            | 73.472,01    | 13,10                     | Equatoria           |
|        | Jonglei                        | Bor        | Denay Jock Chagor     | 1.228.824          | 80.926,00    | 15,18                     | Greater Upper Nile  |
|        | Unity                          | Bentiu     | Joseph Monytuil       | 399.105            | 35.956,00    | 11,1                      | Greater Upper Nile  |
|        | Upper Nile                     | Malakal    | Budhok Ayang Kur      | 1.013.629          | 77.283,42    | 13,12                     | Greater Upper Nile  |
|        | Abyei (Gemeinde)               | Abyei      | Kuol Deim Kuol        | 124.390            | 10.546,00    | 11,79                     | Bahr el Ghazal      |
|        | Pibor (Gebiet)                 | Pibor      | Joshua Konyi          | 214.676            | 41.962,00    | 5,12                      | Greater Upper Nile  |
|        | Ruweng (Sonderverwaltungszone) | Pariang    | William Chol Awolich  | 246.360            | ?            | ?                         | Greater Upper Nile  |

## Bundesstaaten 2017–2020

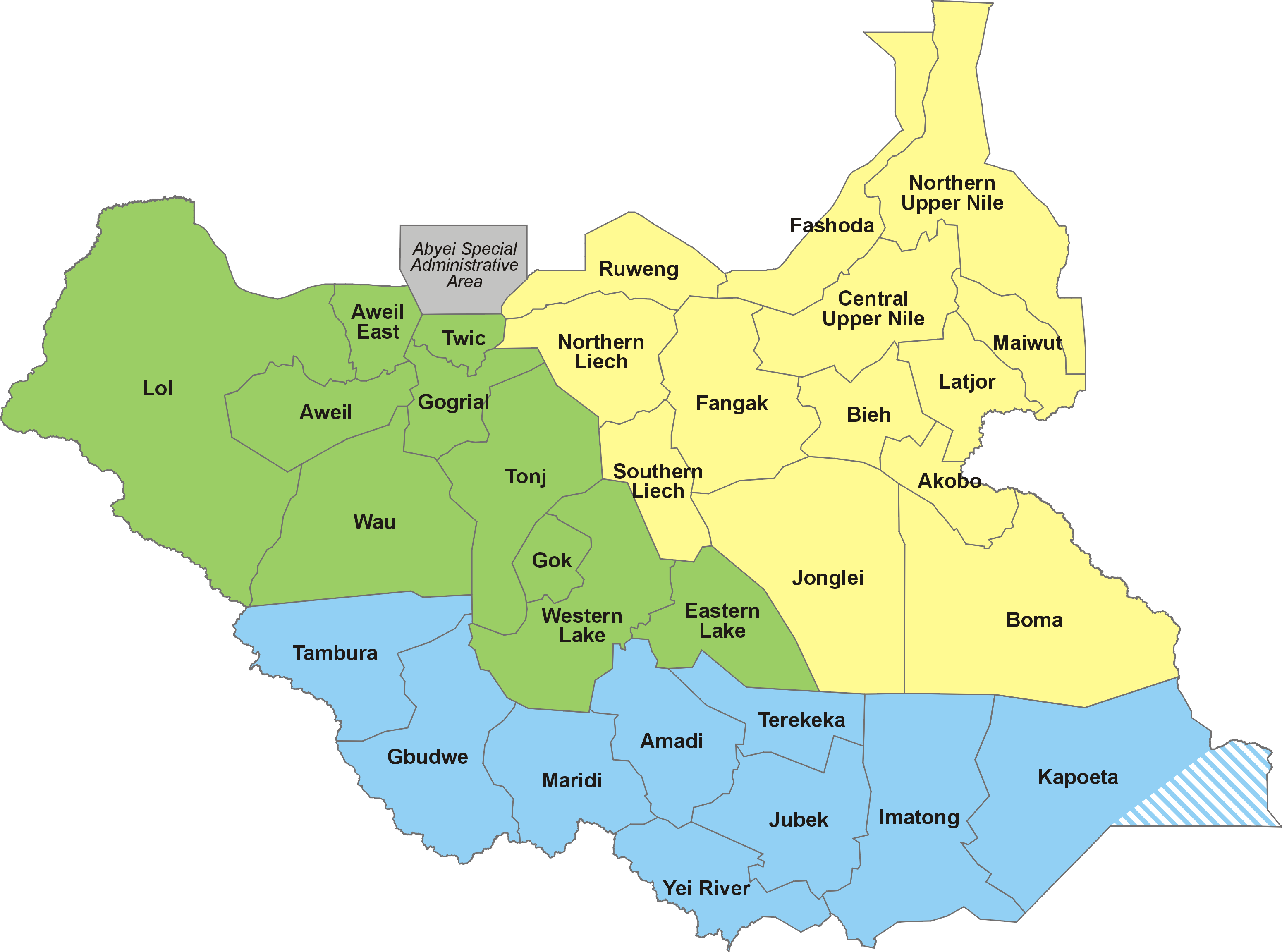
32 Bundesstaaten, 2017

Am 15. Januar 2017 wurde über den staatlichen Rundfunk bekanntgegeben, dass Präsident Salva Kiir Mayardit die Bildung weiterer vier Bundesstaaten angeordnet hatte. Vom Staat Eastern Nile wurden die neuen Staaten Northern Upper Nile mit Hauptstadt Renk und Central Upper Nile mit Hauptstadt Malakal abgetrennt. Aus Teilen des Staats Latjoor wurde der neue Staat Maiwut mit Hauptstadt Maiwut gebildet und vom Staat Gbudwe der Staat Tumbura (Hauptstadt Tumbura) abgetrennt. Die Reaktionen in den Internetmedien waren fast einhellig negativ. Der Präsident solle sich, anstatt immer neue Bundesstaaten zu erzeugen, die nur seinem Machtkalkül dienten, besser auf die eigentlichen Probleme des Landes konzentrieren.
Von 2017 bis 2020 war Südsudan in die folgenden 32 Bundesstaaten unterteilt:
Bahr el Ghazal
1. Aweil
2. Aweil East
3. Eastern Lakes
4. Gogrial
5. Gok
6. Lol
7. Tonj
8. Twic
9. Wau
10. Western Lakes

Equatoria
1. Amadi
2. Gbudwe
3. Imatong
4. Jubek
5. Kapoeta
6. Maridi
7. Tambura
8. Terekeka
9. Yei River

Greater Upper Nile
1. Akobo
2. Bieh
3. Boma
4. Central Upper Nile
5. Fangak
6. Fashoda
7. Jonglei
8. Latjoor
9. Maiwut
10. Northern Liech
11. Northern Upper Nile
12. Ruweng
13. Southern Liech

## Bundesstaaten 2015–2017

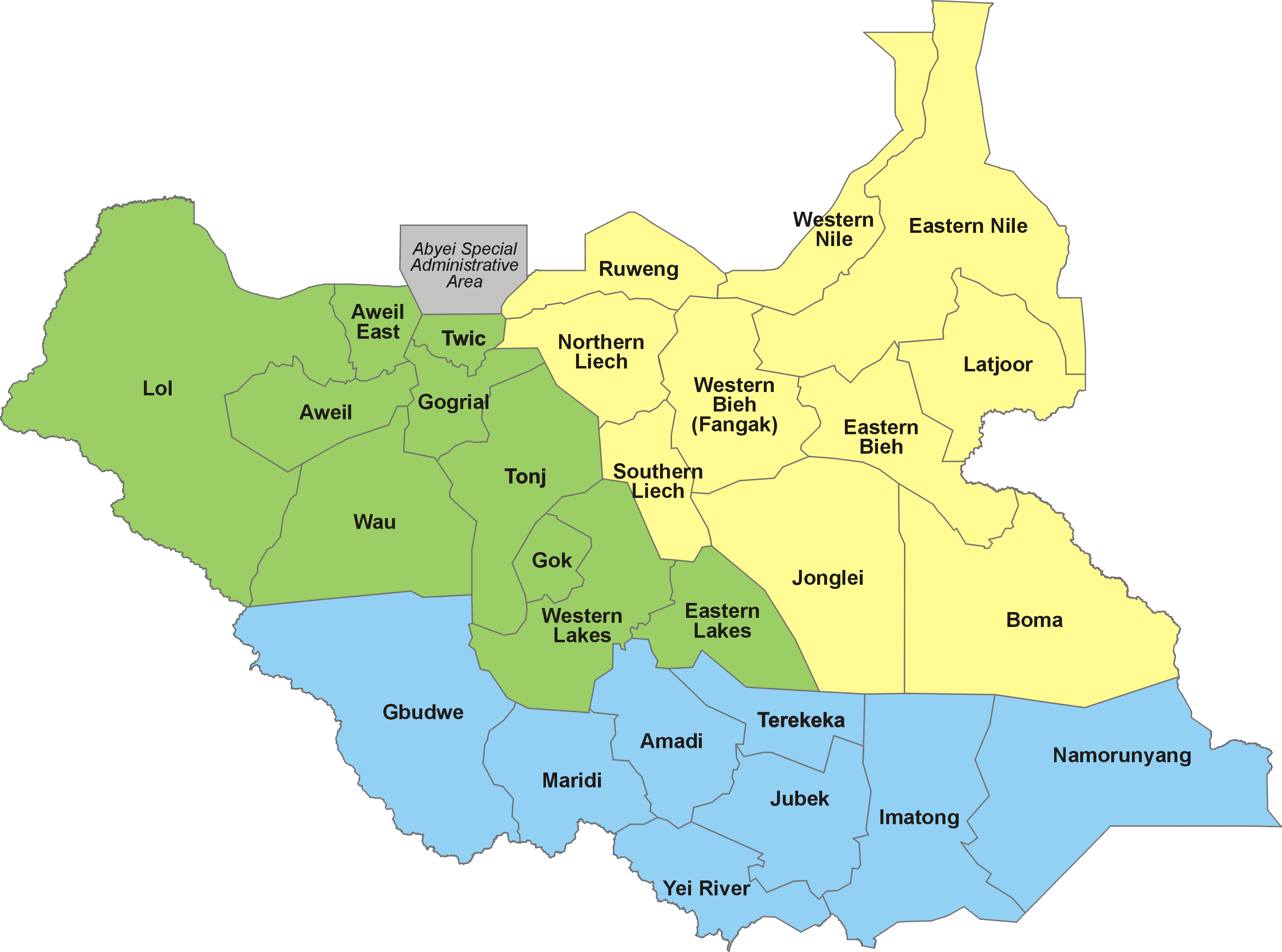
28 Bundesstaaten, 2015 bis 2017

Zwischen 2015 und 2017 war Südsudan in die folgenden 28 Bundesstaaten unterteilt:
| Bundesstaat    | Hauptstadt | Historische Provinz | Kreise                                                 |
| -------------- | ---------- | ------------------- | ------------------------------------------------------ |
| Imatong        | Torit      | Equatoria           | Torit, Ikotos, Lopa, Magwi                             |
| Namorunyang    | Kapoeta    | Equatoria           | Kapoeta South, Kapoeta North, Kapoeta East, Budi       |
| Maridi         | Maridi     | Equatoria           | Maridi, Ibba                                           |
| Aamadi         | Mundri     | Equatoria           | Mundri West, Mundri East, Mvolo                        |
| Gbudwe         | Yambio     | Equatoria           | Anzara, Yambio, Ezo, Tambura, Nagero                   |
| Jubek          | Juba       | Equatoria           | Juba                                                   |
| Terekeka       | Terekeka   | Equatoria           | Terekeka, Jemeza, Tali, Tigor, Gwor                    |
| Yei River      | Yei        | Equatoria           | Yei, Kajo keji, Morobo, Lainya                         |
| Wau            | Wau        | Bahr el Ghazal      | Bagari, Jur River                                      |
| Aweil          | Aweil      | Bahr el Ghazal      | Aweil South, Aweil Centre                              |
| Lol            | Raga       | Bahr el Ghazal      | Aweil West, Aweil North, Raga                          |
| Aweil East     | Wanyjok    | Bahr el Ghazal      | Aweil East                                             |
| Twic           | Mayen Abun | Bahr el Ghazal      | Twic                                                   |
| Gogrial        | Kwajok     | Bahr el Ghazal      | Gogrial East, Gogrial West                             |
| Tonj           | Tonj       | Bahr el Ghazal      | Tonj North, Tonj East, Tonj South                      |
| Eastern Lakes  | Yirol      | Bahr el Ghazal      | Yirol West, Yirol East, Awerial                        |
| Western Lakes  | Rumbek     | Bahr el Ghazal      | Rumbek East, Rumbek North, Rumbek Centre, Wulu         |
| Gok            | Cueibet    | Bahr el Ghazal      | Cueibet                                                |
| Northern Liech | Bentiu     | Greater Upper Nile  | Rubkona, Guit, Koch, Mayem                             |
| Southern Liech | Leer       | Greater Upper Nile  | Leer, Mayendit, Panyijar                               |
| Ruweng         | Panrieng   | Greater Upper Nile  | Panrieng, Abiemnon c                                   |
| Eastern Nile   | Malakal    | Greater Upper Nile  | Malakal, Renk, Maban, Melut, Baliet, Akoka, Pigi, Kama |
| Jonglei        | Bor        | Greater Upper Nile  | Bor, Duk, Twic East                                    |
| Western Nile   | Kodok      | Greater Upper Nile  | Panyikang, Kodok, Manyo                                |
| Western Bieh   | Ayod       | Greater Upper Nile  | Fangak, Ayod                                           |
| Eastern Bieh   | Akobo      | Greater Upper Nile  | Akobo, Nyirol, Urol                                    |
| Latjoor        | Nasir      | Greater Upper Nile  | Nasir, Ulang, Maiwut, Longuchuk                        |
| Borna          | Pibor      | Greater Upper Nile  | Pibor, Pchalla                                         |

In einem Dekret am 2. Oktober 2015 ordnete Präsident Salva Kiir Mayardit die Einteilung Südsudans in 28 Bundesstaaten an. Als Begründung wurde eine angestrebte Dezentralisierung der Regierung genannt.

## Bundesstaaten 2011–2015
Sie wurden jeweils von Gouverneuren regiert, die 2010 – also noch vor der Unabhängigkeit des Südsudans – zuletzt gewählt worden waren. Neun der zehn Gouverneure gehörten der ehemaligen Rebellenorganisation und späteren Regierungspartei SPLM an, einzig in Western Equatoria gewann mit Bangasi Joseph Bakosoro ein unabhängiger Kandidat.
Die Bundesstaaten waren in 86 Countys aufgeteilt.
| Bundesstaat             | Alte arabische Bezeichnung | Transkription           | Hauptstadt | Fläche (km²) | Bevölkerung (2008) | Bevölkerungsdichte (Einw./km²) | Anzahl der Countys |
| ----------------------- | -------------------------- | ----------------------- | ---------- | ------------ | ------------------ | ------------------------------ | ------------------ |
| Northern Bahr el Ghazal | شمال بحر الغزال            | Schamāl Bahr al-Ghazāl  | Aweil      | 33.558       | 720.898            | 21,48                          | 5                  |
| Western Bahr el Ghazal  | غرب بحر الغزال             | Gharb Bahr al-Ghazāl    | Wau        | 93.900       | 333.431            | 3,55                           | 9                  |
| Central Equatoria       | الاستوائية الوسطى          | al-Istiwāʾiyya al-wustā | Juba       | 22.956       | 1.103.592          | 48,07                          | 6                  |
| Western Equatoria       | غرب الاستوائية             | Gharb al-Istiwāʾiyya    | Yambio     | 79.319       | 619.029            | 7,8                            | 10                 |
| Eastern Equatoria       | شرق الاستوائية             | Scharq al-Istiwāʾiyya   | Torit      | 82.542       | 906.126            | 10,98                          | 8                  |
| Jonglei                 | جونقلي                     | Dschūnqalī              | Bor        | 122.479      | 1.358.602          | 11,09                          | 13                 |
| Lakes                   | البحيرات                   | al-Buhairāt             | Rumbek     | 40.235       | 695.730            | 17,29                          | 8                  |
| Upper Nile              | أعالي النيل                | Aʿāli an-Nīl            | Malakal    | 77.773       | 964.353            | 12,4                           | 12                 |
| Unity                   | الوحدة                     | al-Wahda                | Bentiu     | 35.956       | 585.801            | 16,29                          | 9                  |
| Warrap                  | واراب                      | Wārāb                   | Kuajok     | 31.027       | 972.928            | 31,36                          | 6                  |
| Total                   | Total                      | Total                   | Total      | 619.745      | 8.260.490          | 13,33                          | 86                 |

## Weblink
- statoids